# Elaeocarpus bontocensis
Elaeocarpus bontocensis är en tvåhjärtbladig växtart som beskrevs av Merrill. Elaeocarpus bontocensis ingår i släktet Elaeocarpus och familjen Elaeocarpaceae. Inga underarter finns listade i Catalogue of Life.